# Paul Mason
Paul Mason (Leigh, 23 de gener de 1960) és redactor en cap d'economia del programa de la BBC Two Newsnight i l'autor de diversos llibres.

## Biografia
Nascut a Leigh (Gran Manchester), Paul Mason va estudiar a la St Joseph's RC Primary School de Horwich i al Thornleigh Salesian College de Bolton. El 1981 es va graduar a la Universitat de Sheffield i, seguidament, es va preparar per ser professor de música per l'Institute of Education de la Universitat de Londres. Posteriorment, fins al 1984, va dur a terme una investigació de postgrau al Departament de Música de la Universitat de Sheffield. Mason va viure a Leicester des de 1982 a 1988, on va treballar de professor de música a la Universitat de Loughborough.
A partir de 1988 Mason va viure a Londres, on, el 1991 es va convertir en un periodista freelance. Des de 1995 a 2001 va treballar per a Reed Business Information, una divisió de Reed Elsevier, en publicacions com Contract Journal o Computer Weekly, de la qual era sotsredactor en cap. Durant la bombolla punt com Mason va estrenar E-Business Review i va ser consultor durant el llançament de CW360.com. També va col·laborar com a redactor al Daily Express i The Mail on Sunday.
L'agost de 2001 Paul Mason va fitxar com a redactor d'empreses del programa de la BBC Two Newsnight, programa al qual va fer la seva primera aparició en directe coincidint amb els atemptats de l'11 de setembre de 2001.
El maig de 2007 va publicar amb l'editorial Harvill Secker Live Working or Die Fighting: How the Working Class Went Global. El juny del mateix any Mason va presentar Spinning Yarns a la BBC Radio 4, una sèrie de quatre episodis sobre la història de la indústria de cotó. Paul Mason també va aparèixer al programa de cinc capítols Credit Crash Britain, emès inicialment a la BBC Two el 30 d'octubre de 2008.
El gener de 2012 va publicar el seu tercer llibre Why It's Kicking Off Everywhere: The New Global Revolutions amb enquadernació en rústica amb l'editorial Verso.
El gener de 2021, fou una de les 50 personalitats que signar el manifest «Dialogue for Catalonia», promogut per Òmnium Cultural i publicat a The Washington Post i The Guardian, a favor de l'amnistia dels presos polítics catalans i del dret d'autodeterminació en el context del procés independentista català. Els signants lamentaren la judicialització del conflicte polític català i conclogueren que aquesta via, lluny de resoldre'l, l'agreuja: «ha comportat una repressió creixent i cap solució». Alhora, feren una crida al «diàleg sense condicions» de les parts «que permeti a la ciutadania de Catalunya decidir el seu futur polític» i exigiren la fi de la repressió i l'amnistia per als represaliats.

## Premis i reconeixements
Mason va guanyar el Wincott Prize for Business Journalism de 2003 i el Diageo African Business Reporting Award de 2007. El 2004 va ser nomenat «Workworld Broadcaster of the Year». El seu reportatge sobre els moviments socials darrere el president bolivià Evo Morales va ser citat quan Newsnight va guanyar el Premi Orwell de 2007.

## Obra publicada
- Live Working or Die Fighting: How the Working Class Went Global (en anglès).  Londres: Harvill Secker, 2007. ISBN 0-436-20615-3.
- Meltdown - The End of the Age of Greed (en anglès).  Londres: Revers, 2009. ISBN 978-1-84467-396-4.
- Why It's Kicking Off Everywhere: The New Global Revolutions (en anglès).  Londres: Verso, 2012. ISBN 978-1-84467-851-8.